# Bundesstraße 282
Pour les articles homonymes, voir Route 282.
La Bundesstraße 282 est une Bundesstraße des Länder de Thuringe et de Saxe.

## Histoire
Le B 282 commence à l'origine à Iéna. Cependant, le tronçon Iéna-Schleiz est remplacé par les autoroutes A 4 et A 9.

## Géographie
La B 282 commence à la jonction de Schleiz de l'A 9 et mène à l'est jusqu'à Heinrichsruh. Elle longe la lisière de la forêt jusqu'à Oberböhmsdorf puis traverse une forêt, à l'est de Mielesdorf. Peu après, la route passe la frontière entre la Thuringe et la Saxe.
La B 282 traverse Langenbach et Mühltroff. Après Syrau, elle passe devant la grotte du dragon. Elle se termine par un rond-point à Kauschwitz, où la B 282 rencontre la B 92.

## Source
- (de) Cet article est partiellement ou en totalité issu de l’article de Wikipédia en allemand intitulé « Bundesstraße 282 » (voir la liste des auteurs).

1. ↑  (de) « Die Bundes- und Reichsstraßen in Deutschland - Nr. 166 bis 327 » [archive du 18 février 2009], sur home.arcor.de (consulté le 16 juillet 2025)